# Płoskoje (rejon rudniański)
Płoskoje (ros. Плоское) – wieś (ros. деревня, trb. dieriewnia) w zachodniej Rosji, w osiedlu wiejskim Czistikowskoje rejonu rudniańskiego w obwodzie smoleńskim.

## Geografia
Miejscowość położona jest w dorzeczach Leszczenki i Olszanki, przy drodze federalnej R120 (Orzeł – Briańsk – Smoleńsk – granica z Białorusią), przy drodze regionalnej 66K-31 (droga R120 / Płoskoje – Priwolje – Ordowka – Komissarowo), 0,8 km od najbliższego przystanku kolejowego (Płoskaja), 7,5 km od centrum administracyjnego osiedla wiejskiego (Czistik), 13 km od centrum administracyjnego rejonu (Rudnia), 52 km od Smoleńska.
W granicach miejscowości znajdują się ulice: Centralnaja, Dacznaja, Ługowaja, Mołodiożnaja, Nabierieżnaja, Nagornaja, Siewiernaja, Stroitielej, Wokzalnaja.

## Demografia
W 2010 r. miejscowość zamieszkiwało 129 osób.

## Historia
W czasie II wojny światowej od lipca 1941 roku wieś była okupowana przez hitlerowców. Wyzwolenie nastąpiło w październiku 1943 roku.
Uchwałą z dnia 20 grudnia 2018 roku w skład jednostki administracyjnej Czistikowskoje weszły wszystkie miejscowości (w tym Płoskoje) osiedla wiejskiego Smoligowskoje.